# Karen Mnatsakanian
Karen Mnatsakanian –en armenio, Կարեն Մնացականյան– (Ereván, 3 de marzo de 1977) es un deportista armenio que compitió en lucha grecorromana. Ganó una medalla de plata en el Campeonato Mundial de Lucha de 2001 y tres medallas en el Campeonato Europeo de Lucha entre los años 1997 y 2006.

## Palmarés internacional
| Campeonato Mundial | Campeonato Mundial  | Campeonato Mundial | Campeonato Mundial |
| Año                | Lugar               | Medalla            | Categoría          |
| ------------------ | ------------------- | ------------------ | ------------------ |
| 2001               | Patras (Grecia)     | Medalla de plata   | 58 kg              |
| Campeonato Europeo |                     |                    |                    |
| Año                | Lugar               | Medalla            | Categoría          |
| 1997               | Kouvola (Finlandia) | Medalla de oro     | 58 kg              |
| 1999               | Sofía (Bulgaria)    | Medalla de bronce  | 58 kg              |
| 2006               | Moscú (Rusia)       | Medalla de oro     | 60 kg              |